# Botanika
Botanika (grč. botane - biljka, trava) je znanost koja proučava biljke. Zove se i "biologija biljaka". Pokriva široko znanstveno područje, koje uključuje proučavanje: rasta biljaka, razmnožavanja, metabolizma, biljnih bolesti, evolucije biljaka itd. Razvila se u 18. stoljeću.
Znanstvenici koji proučavaju botaniku nazivaju se botaničari.
U raznim svjetskim gradovima nalaze se botanički vrtovi. Njihova uloga je uzgajanje rijetkih i ugroženih vrsta biljaka.
Život biljaka, može se proučavati iz različitih perspektiva, poput molekularne, genetske i biokemijske, zatim imajući u vidu preko stanica, biljnih organa, jedinki, biljnih populacija. Na svakoj od tih razina botaničari se bave klasifikacijom (taksonomija), strukturom (anatomija i morfologija), ili funkcijom (fiziologija) biljnog života. Nekada su u skupinu biljaka, znanstvenici ubrajali i gljive, bakterije i viruse. U moderno vrijeme, više nije tako, ali botaničari često proučavaju i te oblike života. 
Botanika je bitna iz mnogo razloga. Biljke su sastavni dio života na Zemlji. Proizvode kisik, hranu, vlakna, gorivo i lijekove. Također, apsorbiraju ugljikov dioksid u procesu fotosinteze. Vjeruje se, da je evolucija biljaka dovela do globalnih promjena atmosfere. Dobro poznavanje biljaka omogućuje: proizvodnju hrane za prehranu stanovništva, razumijevanje temeljnih životnih procesa, proizvodnju lijekova koji se dobivaju od dijelova biljaka i dr.

## Područja botanike
- anatomija bilja – znanstvena disciplina koja proučava stanice i građu biljaka
- fiziologija bilja – znanstvena disciplina koja proučava životne procese biljaka
- morfologija bilja – znanstvena disciplina koja proučava strukturu i životni ciklus biljaka
- ekologija bilja – znanstvena disciplina koja proučava ulogu biljaka u okolišu
- genetika bilja – znanstvena disciplina koja proučava genetsko nasljeđe biljaka
- sistematika biljnog carstva - znanstvena disciplina koja proučava klasifikaciju svih biljaka do razine razreda te način imenovanja biljaka
- agronomija -  znanstvena disciplina o obradi zemlje i o poljoprivredi općenito
- šumarstvo - znanstvena disciplina o gospodarenju šumama
- hortikultura - znanstvena disciplina o intenzivnom, komercijalnom uzgoju kultiviranih biljaka
- ekonomska botanika - znanstvena disciplina koja proučava gospodarsko korištenje biljaka i njihovu vrijednost
- etnobotanika - znanstvena disciplina koja proučava odnos između ljudi i biljaka
- paleobotanika – znanost koja proučava fosile biljaka
- palinologija – znanstvena disciplina koja proučava peluda i spore
- algologija – znanstvena disciplina o algama
- briologija - znanstvena disciplina koja proučava mahovine
- fitokemija – znanstvena disciplina koja proučava biljnih kemijskih procesa
- fitopatologija – znanstvena disciplina koja proučava biljnih bolesti

## Vanjske poveznice
Mrežna mjesta
- botanika Hrvatska enciklopedija
- Botanički zavod Prirodoslovno-matematičkog fakulteta u Zagrebu
- Hrvatsko botaničko društvo  Arhivirana inačica izvorne stranice od 23. rujna 2017. (Wayback Machine)
- Flora Croatica Database
- Dario Hruševar, Položaj i razvoj botanike u razdoblju antike i ranoga srednjeg vijeka  Arhivirana inačica izvorne stranice od 3. srpnja 2020. (Wayback Machine), Hrvatska revija 4/2014